# طرخشقون ملعقي
طرخشقون ملعقي (الاسم العلمي:Taraxacum spathulatum) هو نوع من النباتات يتبع جنس الطرخشقون من الفصيلة النجمية.